# 余争平
余争平（1962年—），汉族，中华人民共和国政治人物、第十一届全国政协委员。
加入中国共产党，担任第三军医大学军事预防医学系教授。2008年，当选第十一届全国政协委员，代表教育界，分入第四十一组。